# Grantia tenuis
Grantia tenuis är en svampdjursart som beskrevs av Urban 1908. Grantia tenuis ingår i släktet Grantia och familjen Grantiidae. Inga underarter finns listade i Catalogue of Life.